# Правосуддя Чикаго
«Правосуддя Чикаго» (англ. Chicago Justice) — американський телевізійний серіал, який стартував на NBC в сезоні 2016–2017 років. Шоу є спін-оффом серіалів «Пожежники Чикаго», «Поліція Чикаго» та «Медики Чикаго». Вбудований в «Поліцію Чикаго» пілотний епізод був показаний 11 травня 2016 року.
22 травня 2017 року канал NBC закрив серіал після одного сезону.

## Сюжет
У центрі сюжету знаходяться працівники прокуратури міста Чикаго, штат Іллінойс.

## Актори та персонажі
- Філіп Вінчестер — помічник державного прокурора Пітера Стоуна
- Джон Седа — головний слідчий Антоніо Доусона
- Джоель Картер — помічник головного слідчого Лаури Нагель
- Моніка Барбаро — помічник державного прокурора Анни Вальдес
- Карл Везерс — державний прокурор Марк Джеффріс

## Список епізодів
| № серії | Назва серії             | Режисер(и)            | Сценарист(и)                                                   | Оригінальна дата показу | Глядачів в США (млн) |
| ------- | ----------------------- | --------------------- | -------------------------------------------------------------- | ----------------------- | -------------------- |
| 1       | «Fake»                  | Дональд Петрі         | Майкл С. Черначін                                              | 1 березня 2017          | 8.73                 |
| 2       | «Uncertainty Principle» | Норберто Барба        | Вільям Н. Фордс                                                | 5 березня 2017          | 7.21                 |
| 3       | «See Something»         | Фред Бернер           | Дік Вульф та Майкл С. Черначін Телесценарій: Майкл С. Черначін | 7 березня 2017          | 6.07                 |
| 4       | «Judge Not»             | Елоді Кін             | Ейпріл Фіцсіммонс                                              | 12 березня 2017         | 6.42                 |
| 5       | «Friendly Fire»         | Стівен Крагг          | Річард Суерен та Ейпріл Фіцсіммонс                             | 19 березня 2017         | 5.74                 |
| 6       | «Dead Meat»             | Ерік Ла Саль          | Лоуренс Каплоу                                                 | 26 березня 2017         | 5.84                 |
| 7       | «Double Helix»          | Дональд Петрі         | Елізабет Рейнхарт                                              | 2 квітня 2017           | 5.91                 |
| 8       | «Lily's Law»            | Дональд Петрі         | Едісон Інтрієрі                                                | 9 квітня 2017           | 5.53                 |
| 9       | «Comma»                 | Алекс Закрзьюскі      | Майкл С. Черначін та Елісон Інтрієрі                           | 16 квітня 2017          | 4.93                 |
| 10      | «Drill»                 | Вінсент Місіано       | Річард Суерен                                                  | 23 квітня 2017          | 5.63                 |
| 11      | «AQD»                   | Віктор Неллі-молодший | Лоуренс Каплоу та Елізабет Рейнхарт                            | 30 квітня 2017          | 6.15                 |
| 12      | «Fool Me Twice»         | Марта Мітчелл         | Білл Чаіс та Вільям Н. Фордс                                   | 7 травня 2017           | 5.35                 |
| 13      | «Tycoon»                | Фред Бернер           | Білл Чаіс                                                      | 14 травня 2017          | 5.73                 |

## Виробництво
13 січня 2016 року було оголошено, що NBC вирішив запустити четвертий серіал в рамках франшизи виробництва Діка Вульфа «Пожежники Чикаго», «Поліція Чикаго» та «Медики Чикаго» — «Правосуддя Чикаго». Пілотний епізод проєкту був показаний в рамках третього сезону «Поліція Чикаго», як двадцять перше епізод «Justice», що транслювався 11 травня 2016 року.